# Zuqim

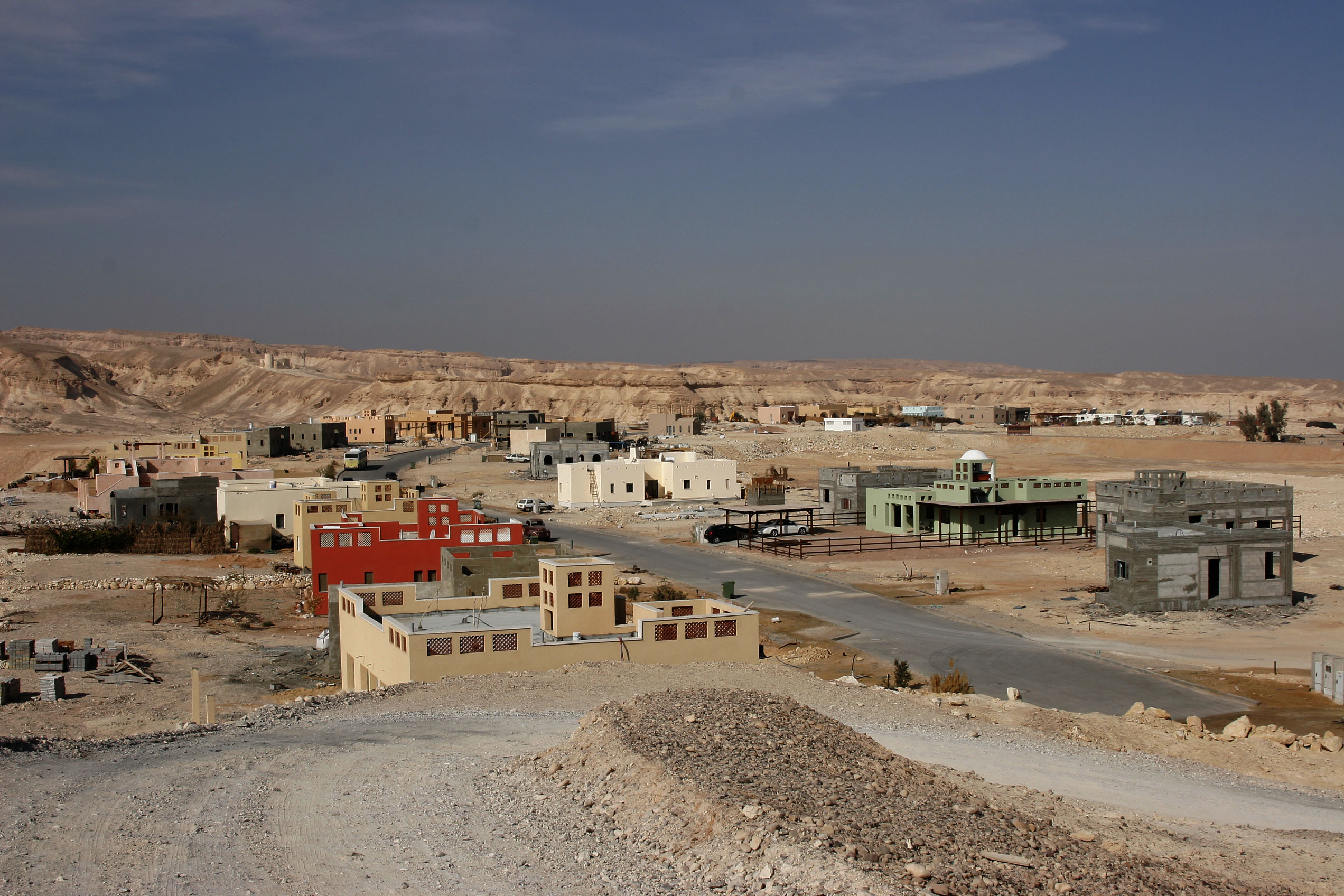
Tzukim under uppbyggnad

Zuqim (hebreiska צוקים) - även kallad Tsukim - är ett samhälle i Södra distriktet i Israel, i Negevöknen. Det tillhör Central Arava Regional Council. Det hebreiska ordet "Zuqim" betyder klippor.
Samhället är sekulärt. Det grundades år 1996 på mark som blev ledig efter att armébasen "Bildad" flyttades. Zuqim är det första samhället som grundas i centrala Aravaregionen på över 24 år.
Under 2001 startade Keren Kajemet ett partnerskap med Central Arava Regional Council, för att expandera Zuqim. Idag bor ca 25 familjer i samhället och ytterligare 25 beräknas flytta dit de kommande två åren. Totalt skall 155 familjer kunna bo i Zuqim när samhället är fullt utbyggt. 
Zuqim är inte ett jordbrukssamhälle, till skillnad från de flesta andra byar i Arava. Istället så kommer Zuqim livnära sig på småskalig industri och ekoturism. Bl.a. planerar man att bygga 200 bäddplatser för turister.
Utanför Zuqim har Keren Kajemet byggt en reservoar som rymmer 500 000 kubikmeter vatten. Detta kan jämföras med exempelvis volymen för Globen, som är 605 000 kubikmeter [källa: Globen#Övrigt]

## Kartor
- Satellitbild över Zuqim Google Maps
- Karta över Zuqim